# Prix Goldman pour l'environnement
Le prix Goldman pour l'environnement, parfois qualifié de prix Nobel vert, prix Nobel de l'environnement ou prix Nobel de l'écologie, est un prix remis annuellement à des défenseurs de l'environnement répartis en six zones géographiques : l'Afrique, l'Asie, l'Europe, les nations insulaires, l'Amérique du Nord, et l'Amérique centrale et du Sud.
Ce prix a été créé en 1989 par le couple de philanthropes californiens Rhoda et Richard Goldman afin de distinguer des acteurs de terrain défenseurs de l'environnement et inscrits dans la vie de leur communauté, récompensant ainsi « des personnes ordinaires qui font des choses extraordinaires pour sauver notre planète ».
Les prix Goldman de l'environnement sont attribués parmi les dix catégories : Climat et énergie, Forages et mines, Justice environnementale, Alimentation et agriculture, Forêts, Accès à l'eau, Biodiversité et paysages, Océans et côtes, Pollution et déchets, Protection de la faune sauvage.
En 2021, le montant de chacun des six prix était de 130 000 €.  En 34 ans d'existence, ce sont 219 lauréats issus de 95 pays, dont 98 femmes qui ont été récompensés pour un total de 29 millions de dollars.
Les lauréats bénéficient de manière durable de programmes de soutien de la Fondation Goldman pour leurs actions, leur communication mais aussi pour leur sécurité.

## Lauréats

### 1990
- Robert Brown  Australie
- Lois Gibbs  États-Unis
- Janet Gibson  Belize
- Harrison Ngau Laing  Malaisie
- János Vargha  Hongrie
- Michael Werikhe  Kenya

### 1991
- Wangari Muta Maathai  Kenya
- Eha Kern et Roland Tiensuu  Suède
- Evaristo Nugkuag  Pérou
- Yōichi Kuroda  Japon
- Samuel LaBudde  États-Unis
- Cath Wallace  Nouvelle-Zélande

### 1992
- Jeton Anjain (en)  Îles Marshall
- Medha Patkar  Inde
- Wadja Egnankou  Côte d'Ivoire
- Christine Jean  France
- Colleen McCrory  Canada
- Carlos Alberto Ricardo  Brésil

### 1993
- Margaret Jacobsohn et Garth Owen-Smith  Namibie
- Juan Mayr  Colombie
- Dai Qing  Chine
- John Sinclair  Australie
- JoAnn Tall  États-Unis
- Sviatoslav Zabelin  Russie

### 1994
- Matthew Coon Come  Canada
- Tuenjai Deetes  Thaïlande
- Laila Iskander Kamel  Égypte
- Luis Macas  Équateur
- Heffa Schücking  Allemagne
- Andrew Simmons  Saint-Vincent-et-les-Grenadines

### 1995
- Aurora Castillo  États-Unis
- Yul Choi  Corée du Sud
- Noah Idechong  Palaos
- Emma Must  Angleterre
- Ricardo Navarro  Salvador
- Ken Saro-Wiwa  Nigeria

### 1996
- Ndyakira Amooti  Ouganda
- Bill Ballantine  Nouvelle-Zélande
- Edwin Bustillos  Mexique
- M.C. Mehta  Inde[6]
- Marina Silva  Brésil
- Albena Simeonova  Bulgarie

### 1997
- Nick Carter  Zambie
- Loir Botor Dingit  Indonésie
- Alexander Nikitin  Russie
- Juan Pablo Orrego  Chili
- Fuiono Senio et Paul Cox (en)  Samoa
- Terri Swearingen  États-Unis

### 1998
- Anna Giordano  Italie
- Kory Johnson  États-Unis
- Berito Kuwaru'wa  Colombie
- Atherton Martin  République dominicaine
- Sven "Bobby" Peek  Afrique du Sud
- Hirofumi Yamashita  Japon

### 1999
- Jacqui Katona et Yvonne Margarula  Australie
- Michal Kravčík  Slovaquie
- Bernard Martin  Canada
- Samuel Nguiffo  Cameroun
- Jorge Varela  Honduras
- Ka Hsaw Wa  Birmanie

### 2000
- Oral Ataniyazova  Ouzbékistan
- Elias Diaz Peña et Oscar Rivas  Paraguay
- Vera Mischenko  Russie
- Rodolfo Montiel Flores  Mexique
- Alexander Peal  Liberia
- Nat Quansah  Madagascar

### 2001
- Jane Akre et Steve Wilson  États-Unis
- Yosepha Alomang  Indonésie
- Giorgos Catsadorakis et Myrsini Malakou  Grèce
- Oscar Olivera  Bolivie
- Eugène Rutagarama  Rwanda
- Bruno Van Peteghem  France

### 2002
- Pisit Charnsnoh  Thaïlande
- Sarah James et Jonathon Solomon  États-Unis
- Fatima Jibrell  Somalie
- Alexis Massol-González  Porto Rico
- Norma Kassi  Canada
- Jean La Rose  Guyana
- Jadwiga Lopata  Pologne

### 2003
- Julia Bonds  États-Unis
- Pedro Arrojo  Espagne
- Eileen Kampakuta Brown et Eileen Wani Wingfield  Australie
- Von Hernandez  Philippines
- Maria Elena Foronda Farro  Pérou
- Odigha Odigha  Nigeria

### 2004
- Rudolf Amenga-Etego,  Ghana
- Rashida Bee et Champa Devi Shukla,  Inde
- Libia Grueso,  Colombie
- Manana Kochladze,  Géorgie
- Demetrio do Amaral de Carvalho,  Timor oriental
- Margie Richard,  États-Unis

### 2005
- Isidro Baldenegro  Mexique
- Kaisha Atakhanova  Kazakhstan
- Jean-Baptiste Chavannes  Haïti
- Stephanie Danielle Roth  Roumanie
- Corneille Ewango  République du Congo
- José Andrés Tamayo Cortez  Honduras

### 2006
- Silas Kpanan’ Siakor,  Liberia
- Yu Xiaogang,  Chine
- Olya Melen,  Ukraine
- Anne Kajir,  Papouasie-Nouvelle-Guinée
- Craig E. Williams,  États-Unis
- Tarcisio Feitosa da Silva,  Brésil

### 2007
- Willie Corduff, membre des Rossport Five  Irlande
- Julio Cusurichi Palacios,  Pérou
- Tsetsegee Munkhbayar,  Mongolie
- Sophia Rabliauskas,  Canada
- Hammerskjoeld Simwinga,  Zambie
- Orri Vigfússon,  Islande

### 2008
- Jesús León Santos,  Mexique
- Pablo Fajardo Mendoza,  Équateur
- Rosa Hilda Ramos,  Porto Rico
- Marina Rikhvanova,  Russie
- Feliciano dos Santos,  Mozambique
- Ignace Schops,  Belgique
- Luis Yanza,  Équateur

### 2009
- Maria Gunnoe, Bob White,  États-Unis[7]
- Marc Ona (en),  Gabon
- Rizwana Hasan,  Bangladesh
- Olga Speranskaya,  Russie
- Yuyun Ismawati (en),  Indonésie
- Wanze Eduards (en) et Hugo Jabini (en),  Suriname

### 2010
- Thuli Brilliance Makama,  Swaziland
- Tuy Sereivathana (en),  Cambodge
- Małgorzata Górska (en),  Pologne
- Humberto Ríos Labrada (en),  Cuba
- Lynn Henning (en),  États-Unis
- Randall Arauz,  Costa Rica

### 2011
- Raoul du Toit (en),  Zimbabwe
- Dmitry Lisitsyn (en),  Russie
- Ursula Sladek (en),  Allemagne
- Prigi Arisandi (en),  Indonésie
- Hilton Kelley (en),  États-Unis
- Francisco Pineda (en),  Salvador

### 2012
- Evguenia Tchirikova,  Russie
- Ikal Angelei,  Kenya
- Ma Jun,  Chine
- Edwin Gariguez,  Philippines
- Sofia Gatica,  Argentine
- Caroline Cannon (en),  États-Unis

### 2013
- Azzam Alwash (en),  Irak
- Aleta Baun,  Indonésie
- Jonathan Deal,  Afrique du Sud
- Rossano Ercolini,  Italie
- Nohra Padilla (en),  Colombie
- Kimberly Wasserman (en),  États-Unis

### 2014
- Desmond D'Sa,  Afrique du Sud
- Ramesh Agrawal (en),  Inde
- Suren Gazaryan,  Russie
- Rudi Putra (en),  Indonésie
- Helen Slottje,  États-Unis
- Ruth Buendía,  Pérou

### 2015
- Berta Cáceres,  Honduras
- Phyllis Omido,  Kenya
- Myint Zaw,  Birmanie
- Howard Wood,  Écosse
- Jean Wiener (en),  Haïti
- Marilyn Baptiste,  Canada

### 2016
- Máxima Acuña,  Pérou
- Zuzana Čaputová,  Slovaquie
- Luis Jorge Rivera Herrera,  Porto Rico
- Edward Loure,  Tanzanie
- Leng Ouch,  Cambodge
- Destiny Watford,  États-Unis

### 2017
- Wendy Bowman,  Australie
- Rodrigue Mugaruka Katembo,  République démocratique du Congo[8]
- mark! Lopez,  États-Unis
- Uroš Macerl,  Slovénie
- Prafulla Samantara,  Inde[9]
- Rodrigo Tot,  Guatemala

### 2018
L'édition du prix 2018, récompense :
- Manny Calonzo,  Philippines
- Francia Márquez,  Colombie
- Ngụy Thị Khanh,  Vietnam
- LeeAnne Walters,  États-Unis
- Makoma Lekalakala et Liz McDaid,  Afrique du Sud
- Claire Nouvian,  France[11]

### 2019
- Alfred Brownell,  Liberia
- Bayara Agvaantseren,  Mongolie
- Ana Colovic Lesoska,  Macédoine du Nord
- Jacqueline Evans,  Îles Cook
- Linda Garcia,  États-Unis
- Alberto Curamil,  Chili

### 2020
L'édition du prix 2020, récompense, :
- Leydy Pech,  Mexique
- Kristal Ambrose,  Bahamas
- Paul Sein Twa,  Birmanie
- Lucie Pinson,  France[14]
- Chibeze Ezekiel,  Ghana
- Nemonte Nenquimo,  Équateur

### 2021
- Gloria Majiga-Kamoto,  Malawi
- Thai Van Nguyen,  Vietnam[15]
- Maida Bilal,  Bosnie-Herzégovine[16]
- Kimiko Hirata,  Japon
- Sharon Lavigne,  États-Unis
- Liz Chicaje Churay,  Pérou

### 2022
L'édition du prix 2022, récompense
- Nalleli Cobo,  États-Unis[18]
- Marjan Minnesma,  Pays-Bas
- Alexandra Narvaez & Alex Lucitante,  Équateur
- Niwat Roykaew,  Thaïlande
- Julien Vincent,  Australie
- Chima Williams,  Nigeria

### 2023
- Alessandra Korap Munduruku,  Brésil[19]
- Zafer Kizilkaya,  Turquie[1]
- Chilekwa Mumba,  Zambie[20]
- Tero Mustonen,  Finlande[1]
- Delima Silalahi,  Indonésie[21]
- Diane Wilson,  États-Unis[22]

### 2024[23]
- Sinegugu Zukulu et Nonhle Mbuthuma  Afrique du Sud
- Alok Shukla  Inde
- Teresa Vicente  Espagne
- Murrawah Maroochy Johnson  Australie
- Andrea Vidaurre  États-Unis
- Marcel Gomes  Brésil[24]

### 2025[25]
- Laurene Allen  États-Unis
- Mari Luz Canaquiri Murayari  Pérou
- Semia Gharbi  Tunisie
- Besjana Guri et Olsi Nika  Albanie
- Batmunkh Luvsandash  Mongolie
- Carlos Mallo Molina  Espagne